# Ethan Suplee
Ethan Suplee (New York, 25 maggio 1976) è un attore statunitense.

## Biografia
È figlio degli attori Debbie e Bill Suplee. La sua famiglia si trasferì da Manhattan a Los Angeles, in California, quando lui aveva solo un anno.
Ha iniziato a recitare a scuola. A 16 anni fu incoraggiato dall'amico Giovanni Ribisi a prendere lezioni di recitazione (è stato attraverso Ribisi che ha incontrato la prima volta il suo futuro amico e collega Jason Lee). Dopo solo un anno ha abbandonato la scuola di recitazione, continuando, però, a perseguire la recitazione come carriera. La sua prima apparizione televisiva fu in uno spot della SEGA del gioco Dead Callosciurus per il Game Gear alla fine degli anni ottanta.
Il suo primo ruolo importante è stato quello di William Black nella commedia di Kevin Smith Generazione X a fianco di Jason Lee. Smith richiamò sia Suplee che Lee nei suoi successivi film In cerca di Amy e Dogma; entrambi hanno fatto un cameo in Clerks II. Altri ruoli importanti ricoperti da Suplee nel cinema sono stati quello di Seth in American History X, Thumper, il compagno di stanza al College di Ashton Kutcher in The Butterfly Effect, il giocatore di football Louie Lastik in Il sapore della vittoria, l'amico e iniziale partner di stupefacenti di Johnny Depp in Blow, e Pangle in Ritorno a Cold Mountain.
Al pubblico televisivo è noto per il ruolo di Randy Hickey nella serie My Name Is Earl. Ha inoltre fatto un cameo non accreditato nella serie televisiva HBO Entourage come il compagno di scena dell'attore Vincent Chase nel film immaginario Queens Boulevard. Ha interpretato il personaggio di Tom Silly (un uomo in grado di svanire) nella quattordicesima puntata della prima serie di No Ordinary Family.
Lavora con il regista Mick Jackson sul set del film Soldifacili.com come nel 2002. È apparso nel video Lonesome Tears di Beck nel 2003. Nel gennaio 2010 la band Star Fucking Hipsters ha realizzato un video musicale per la canzone 3,000 Miles Away a cui ha partecipato Suplee. Membro di Scientology, Suplee è stato capace di un incredibile dimagrimento di oltre 90 kg, avvenuto comunque in maniera graduale nell'arco di 9 anni, tra il 2002 e il 2011. Sposato con Brandy Lewis, figlia di Geoffrey Lewis e sorella di Juliette Lewis, dall'estate del 2006, ha due figlie: Frances Clementine, nata nel 2005, e Billie Grace, nata nel 2007.

## Filmografia

### Cinema
- Generazione X (Mallrats), regia di Kevin Smith (1995)
- Drawing Flies, regia di Matthew Gissing e Malcolm Ingram (1996)
- One Down, regia di Quan Phillips (1996)
- 35 Miles from Normal, regia di Mark Schwahn (1997)
- In cerca di Amy (Chasing Amy), regia di Kevin Smith (1997)
- A Better Place, regia di Vincent Pereira (1997)
- Desert Blue, regia di Morgan J. Freeman (1998)
- American History X, regia di Tony Kaye (1998)
- Dante's View, regia di Steven A. Adelson (1998)
- Tyrone, regia di Erik Fleming e Chris Palzis (1999)
- Dogma, regia di Kevin Smith (1999) – voce
- Takedown (Track Down), regia di Joe Chappelle (2000)
- Road Trip, regia di Todd Phillips (2000)
- Vulgar, regia di Bryan Johnson (2000)
- Il sapore della vittoria (Remember the Titans), regia di Boaz Yakin (2000)
- Don's Plum, regia di R.D. Robb (2001)
- Blow, regia di Ted Demme (2001)
- Evolution, regia di Ivan Reitman (2001)
- John Q, regia di Nick Cassavetes (2002)
- Soldifacili.com (The First $20 Million Is Always the Hardest), regia di Mick Jackson (2002)
- Ritorno a Cold Mountain (Cold Mountain), regia di Anthony Minghella (2003)
- The Butterfly Effect, regia di Eric Bress e J. Mackye Gruber (2004)
- Without a Paddle - Un tranquillo week-end di vacanza (Without a Paddle), regia di Steven Brill (2004)
- Neo Ned, regia di Van Fischer (2005)
- Art School Confidential - I segreti della scuola d'arte (Art School Confidential), regia di Terry Zwigoff (2006)
- Clerks II, regia di Kevin Smith (2006)
- The Fountain - L'albero della vita (The Fountain), regia di Darren Aronofsky (2006)
- Mr. Woodcock, regia di Craig Gillespie (2007)
- Fanboys, regia di Kyle Newman (2009)
- Brothers, regia di Jim Sheridan (2009)
- The Dry Land, regia di Ryan Piers Williams (2010)
- Unstoppable - Fuori controllo (Unstoppable), regia di Tony Scott (2010)
- Rise of the Zombies, regia di Nick Lyon (2012)
- The Wolf of Wall Street, regia di Martin Scorsese (2013)
- Una notte in giallo (Walk of Shame), regia di Steven Brill (2014)
- True Story, regia di Rupert Goold (2015)
- I corrotti - The Trust (The Trust), regia di Alex Brewer e Benjamin Brewer (2016)
- Deepwater - Inferno sull'oceano (Deepwater Horizon), regia di Peter Berg (2016)
- Motherless Brooklyn - I segreti di una città (Motherless Brooklyn), regia di Edward Norton (2019)
- The Hunt, regia di Craig Zobel (2020)
- Io e Lulù (The Dog), regia di Channing Tatum (2022)
- Clerks III, regia di Kevin Smith (2022)
- Manodrome, regia di John Trengove (2023)
- God Is a Bullet, regia di Nick Cassavetes (2023)

### Televisione
- I racconti della cripta (Tales from the Crypt) – serie TV, 1 episodio (1994)
- Crescere, che fatica! (Boy Meets World) – serie TV, 19 episodi (1994-1998)
- Sister, Sister – serie TV, 1 episodio (1995)
- Non guardare indietro (Don't Look Back), regia di Geoff Murphy – film TV (1996)
- Squadra emergenza (Third Watch) – serie TV, 1 episodio (2004)
- My Name Is Earl – serie TV, 96 episodi (2005-2009)
- Un anno senza Babbo Natale (The Year Without a Santa Claus), regia di Ron Underwood – film TV (2006)
- Playing with Guns, regia di Brian Robbins – film TV (2010)
- La strana coppia (The Good Guys) – serie TV, 1 episodio (2010)
- No Ordinary Family – serie TV, 1 episodio (2011)
- Aiutami Hope! (Raising Hope) – serie TV, 2 episodi (2011–2012)
- Wilfred – serie TV, 2 episodi (2011)
- Chance – serie TV, in produzione (2016)
- The Ranch – serie TV, 2 episodi (2016)
- Twin Peaks – serie TV, 1 episodio (2017)
- Santa Clarita Diet - serie TV Netflix (2019)

## Doppiatori italiani
Nelle versioni in italiano delle opere in cui ha recitato, Ethan Suplee è stato doppiato da:
- Simone Mori in American History X, Il sapore della vittoria - Uniti si vince, Blow, Evolution, Art School Confidential - I segreti della scuola d'arte, Twin Peaks, Santa Clarita Diet, Io e Lulù, Babylon
- Carlo Scipioni in The Fountain - L'albero della vita, Wilfred, True Story
- Andrea Lavagnino in The Wolf of Wall Street
- Stefano Crescentini in My Name Is Earl
- Luigi Ferraro in John Q
- Franco Mannella in Without a Paddle - Un tranquillo week-end di vacanza
- Pasquale Anselmo in Brothers
- Marco Guadagno in Unstoppable - Fuori controllo
- Enrico Pallini in Road Trip
- Marco Bolognesi in Generazione X
- Daniele Barcaroli in Una notte in giallo
- Simone D'Andrea in Fanboys
- Guido Di Naccio in Rise of the Zombies
- Alessio Cigliano in Deepwater - Inferno sull'oceano
- Francesco Meoni in Motherless Brooklyn - I segreti di una città
- Alessandro Quarta in The Hunt